# Maglia (elettrotecnica)
In elettrotecnica il termine maglia si usa per indicare, all'interno di un circuito elettrico, un percorso chiuso costituito dalla concatenazione di più rami, utilizzati ciascuno una volta sola nell'ambito del percorso stesso.
Un circuito a maglie è composto da un insieme di nodi in numero superiore a due, tutti o parzialmente interconnessi tra di loro tramite rami. L'esempio più semplice di maglia infatti è costituito da un percorso composto da tre nodi interconnessi da tre rami (triangolo). 
Al crescere del numero dei nodi e dei rami di un circuito, è possibile individuare al suo interno maglie sempre più complesse. Il numero di maglie differenti individuabili in un circuito cresce in modo geometrico rispetto alle dimensioni (numero di nodi e di interconnessioni) del circuito stesso.